# Bernard van Noordwijk
Bernardus (Bernard) van Noordwijk (Rotterdam, 1 juni 1934) is een Nederlands verzamelaar en publicist.

## Leven en werk
Van Noordwijk bouwde sinds 1965 met zijn echtgenote Hilly van Noordwijk-Askes (1934-2023) een collectie op van antieke kerkboekjes met zilveren en gouden sloten en beslag: de Collectie Van Noordwijk genoemd. Van Noordwijk verdiept zich voornamelijk in de ornamentiek, oorsprong en functie van het zilver- en goudwerk. Hij legt deze informatie vast en wisselt onderzoeksgegevens uit met musea, universiteiten en bibliotheken. Hij houdt lezingen en publiceert erover via diverse media. Zijn echtgenote determineert gehalte- en meestertekens, onderzoekt de herkomstgegevens aan de hand van eigendomsmerken.
De Collectie Van Noordwijk bevat meer dan 400 kerkboeken met zilveren en gouden sloten en beslag. Deze verzameling is, volgens het Bijbels Museum, de grootste in haar soort in Nederland. Om de collectie in zijn geheel voor Nederland te behouden, hebben het Bijbels Museum en de afdeling Bijzondere Collecties van de Universiteitsbibliotheek van de Vrije Universiteit een stichting opgericht. In het Bijbels Museum te Amsterdam is een deel van de Collectie Van Noordwijk permanent tentoongesteld. Er wordt aan gewerkt om de collectie wetenschappelijk te ontsluiten.
In 2007 werd Van Noordwijk benoemd tot Ridder in de Orde van Oranje Nassau.

## Tentoonstellingen
De collectie of een deel ervan werd in diverse musea tentoongesteld, onder meer in het Bijbels Museum (Amsterdam 2006), het Zilvermuseum Sterckshof (Antwerpen 2008), het Historisch Museum ‘De Bevelanden’ (Goes 2008), in het Museum Meermanno (Den Haag 2013/14), het Stadhuismuseum (Zierikzee 2017/18).

### Monografieën
- Visuele planning : een waardevolle managementtechniek eenvoudig te leren, Krimpen aan den IJssel, 1987 (vertaald in het Deens: Kopenhagen, 1990)
- Zondags zilver. Drie eeuwen versierde kerkboekjes, Heerenveen, 2006 (catalogus bij de gelijknamige tentoonstelling in het Bijbels Museum in Amsterdam, 17 februari t/m 4 juni 2006)
- De erfenis van Kortjakje. 250 jaar boekjes vol zilverwerk, Kampen, 2009.
- Zilver voor de Zondag. Boecxkens met Pragtigh Sluytwerck, Heerenveen, 2013.
- Boeksloten van heinde en verre, Zwijndrecht 2016.
- Zilver van kaft tot kaft, Zierikzee 2017.

Voorts publiceerde Van Noordwijk diverse artikelen in tijdschriften op het gebied van kunst, antiek, boeken en verzamelingen. Daarnaast schreef hij  enkele artikelen over het zilverwerk in Zeeland in het "tijdschrift van het Koninklijk Zeeuwsch Genootschap der Wetenschappen". In het "tijdschrift voor Nederlandse Kerkgeschiedenis" verschenen artikelen over beslagen bijbeltjes van de Waalse kerk en over het psalmboek van Datheen als kunstwerk. In het ''documentatieblad Lutherse kerkgeschiedenis" schreef hij een artikel over luxueuze Lutherse Liedboekjes. Ook verscheen van zijn hand, samen met boekbandconservator Jan Storm van Leeuwen, 'Sloten en beslag op kerkboeken' in De Boekenwereld in 2004.